# Pierre Aveline
Pour les articles homonymes, voir Aveline.
Pierre Aveline, né en 1656 à Paris où il est mort en 1722, est un graveur, éditeur et marchand d’estampes français. Il est parfois appelé Aveline le vieux pour le distinguer de son fils Pierre Alexandre également graveur.

## Biographie
Chef d’une famille d’artistes, y compris ses deux fils, Pierre-Alexandre et Antoine, connu comme graveur-éditeur dès 1676, Pierre Aveline est surtout connu pour ses reproductions d’œuvres d’autres artistes.

## Œuvres dans les collections publiques

### En France
- Chantilly, musée Condé[1] : Vue du Palais Royal côté jardin, Vue de la faisanderie de Chantilly, Vue et perspective de la grande cascade de Chantilly, Vue et perspective du grand bassin de Chantilly, Vue et perspective du bout du canal de Chantilly d'où l'on découvre une chute d'eau qui fournit tous les autres bassins
- Paris
  - Musée Carnavalet : Vue et perspective de l'île Notre-Dame et porte Saint-Bernard[2], Vue et perspective du pont Notre-Dame[3].
  - Bibliothèque nationale de France, Gallica : Plan de la ville de Compiègne[4], Plan de la forêt de Compiègne[5], Lille[6], Plan de la ville de Paris[7], Carte des environs de Maintenon[8], Vue et perspective du Pont du Gard[9],
  - Musée du Louvre, Département des arts graphiques : Vue de la grotte d'Arcueil[10]
- Sceaux, Musée du Domaine départemental de Sceaux : Vue de l'Île Royale de Versailles[11], Vue de la fontaine de la Renommée à Versailles[12], Vue des nouvelles cascades de Versailles[13], Le Bassin d'Encelade à Versailles[14], Les Fontaines d'Orée à Versailles[15], Vue de la grotte du château de Vaux-le-Vicomte[16], etc.
- Valenciennes, bibliothèque municipale : Valenciennes, ville du Hainaut célèbre par ses richesses et par le nombre de ses habitants[17].
- Versailles, musée de l'Histoire de France[18] : Vue générale de l'entrée de Trianon en 1688, Vue générale de la ville et du château de Versailles, Plan des environs de la ville de Compiègne et du camp que Sa Majesté y a ordonné, Vue et perspective du l'intérieur de la chapelle de Versailles

### En Israël
- Bibliothèque nationale d'Israël : Jérusalem comme elle est à présent[19]

### Au Royaume-Uni
- Londres, British Museum : Ausbourg[20], Cracovie[21], Hailbron[22]

## Galerie

Gravures de Pierre Aveline
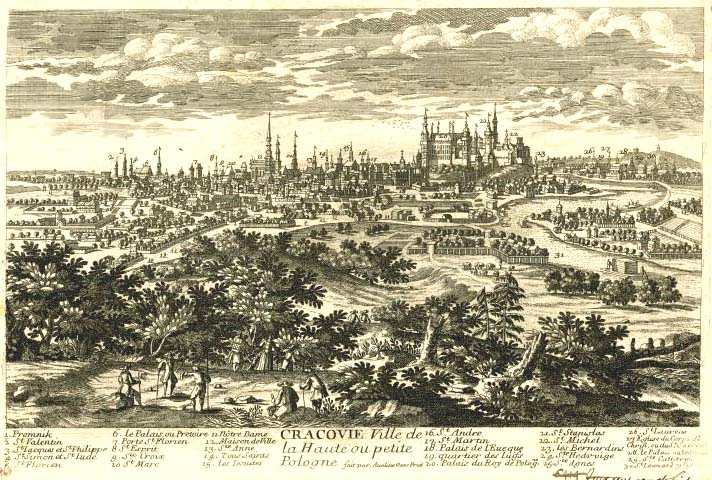
Cracovie, British Museum
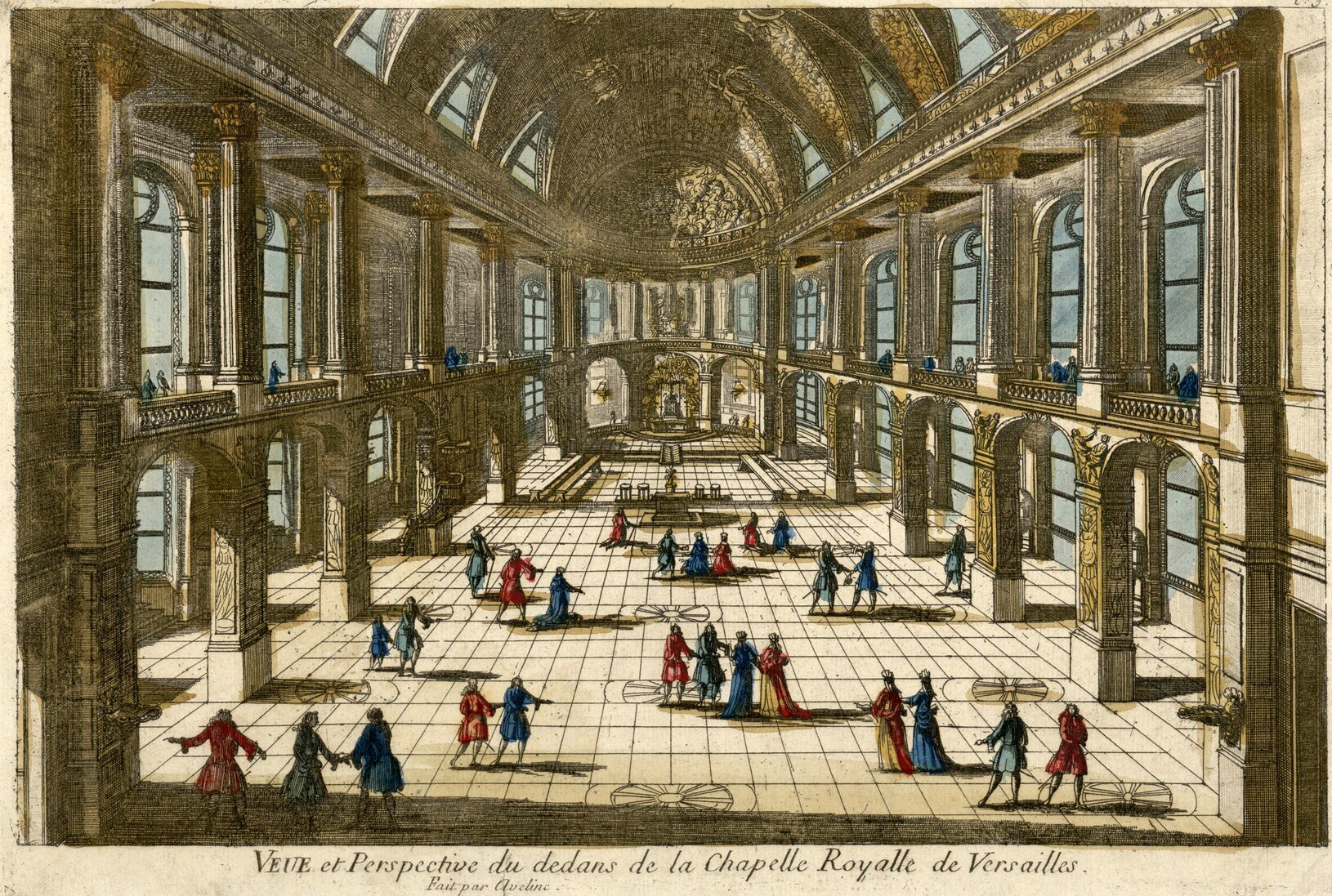
Intérieur de la chapelle de Versailles, château de Versailles
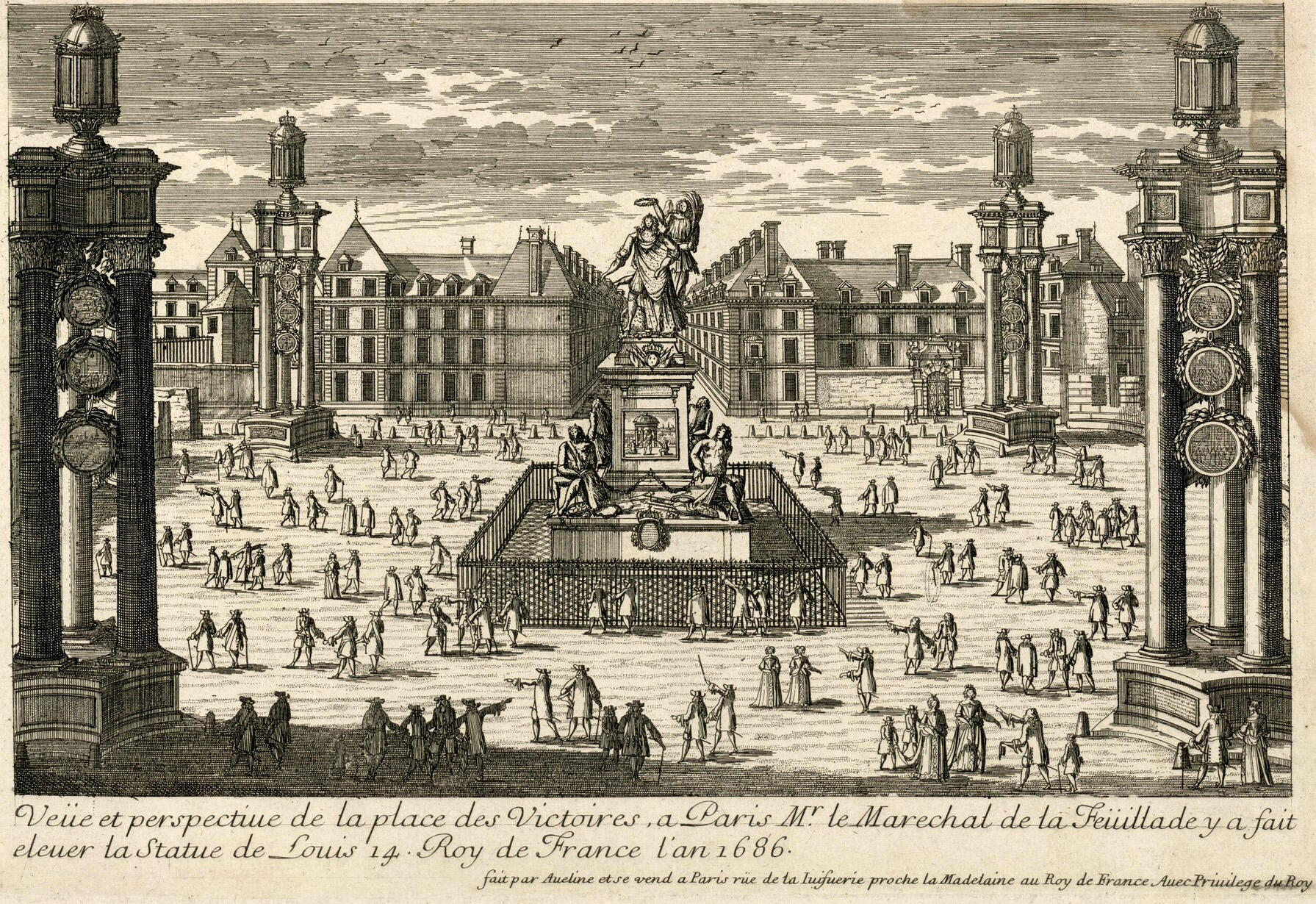
Place des victoires à Paris, château de Versailles
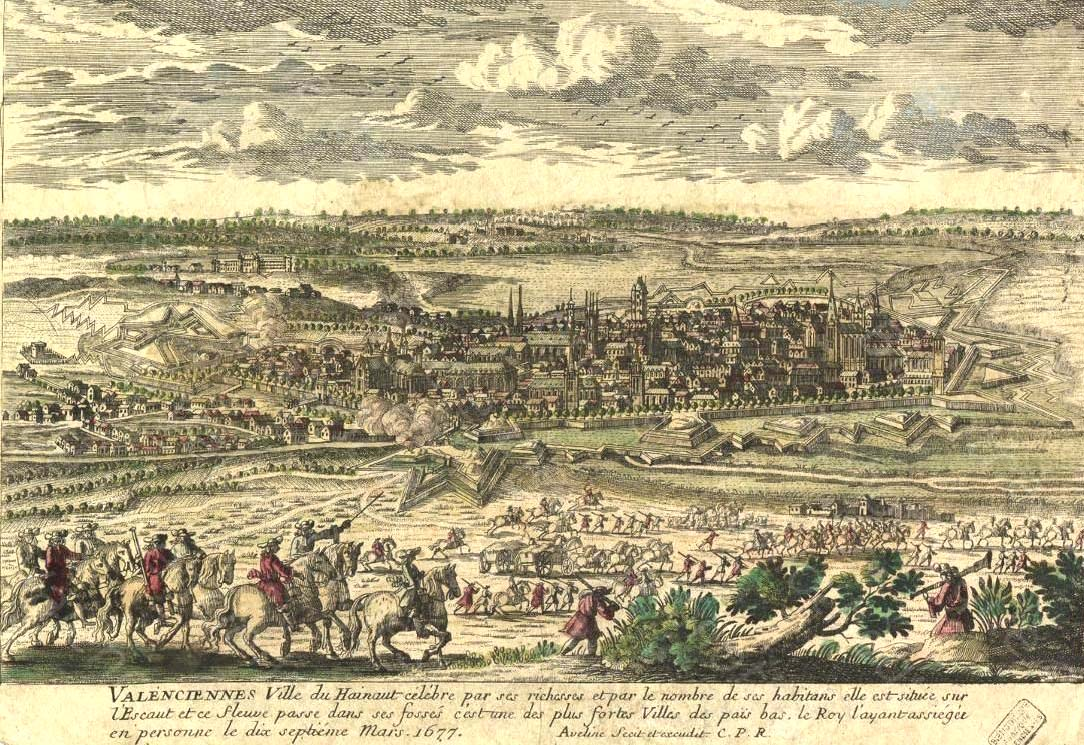
Valenciennes, bibliothèque municipale de Valenciennes
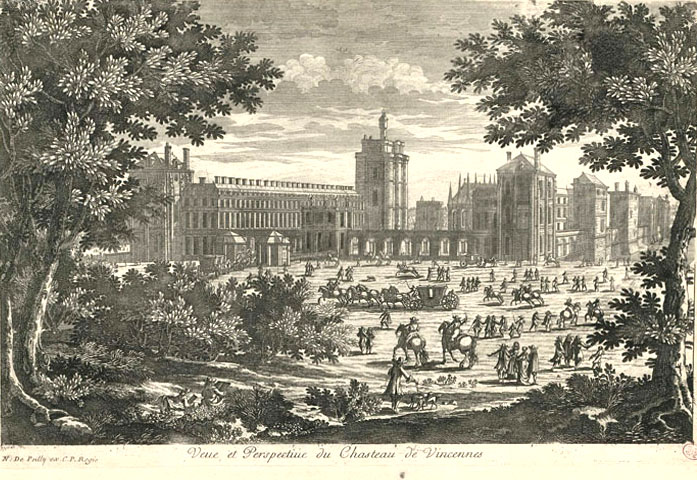
Château de Vincennes, musée de Sceaux